# Campylocia
Campylocia is een geslacht van haften (Ephemeroptera) uit de familie Euthyplociidae.

## Soorten
Het geslacht Campylocia omvat de volgende soorten:
- Campylocia anceps
- Campylocia bocainensis
- Campylocia dochmia